# José Galhardo
José Maria Galhardo ComSE (Lisboa, 10 de Junho de 1905 — Lisboa, 17 de Outubro de 1967) foi um advogado e célebre argumentista e letrista português.

## Biografia
José Maria Galhardo nasceu em 10 de Junho de 1905, em Lisboa.
José Galhardo distinguiu-se como letrista de inúmeras canções e fados, como são exemplo o Fado Malhoa e Lisboa Não Sejas Francesa, celebrizados por Amália Rodrigues; e ainda os diálogos e letras das músicas de filmes como A Canção de Lisboa (1933), Maria Papoila (1937), Fado, História de uma Cantadeira (1947), Capas Negras (1947), e O Tarzan do Quinto Esquerdo (1958), entre outros.
A canção mais conhecida internacionalmente, com música de Raul Ferrão, é Coimbra é uma lição de amor (também conhecida como Coimbra e Avril au Portugal), cantada no filme Capas Negras (1947) por Alberto Ribeiro.
José Galhardo recebeu, juntamente com Raul Ferrão (música) e Mirita Casimiro (canto), o "Prémio Filipe Duarte" (1945/1946) do SNI, atribuído a autores da letra e da música e artista intérprete do melhor número de canto de opereta, por "Menina Lisboa" incluída no espectáculo A Invasão.
No ano seguinte, José Galhardo recebeu, juntamente com Luís Galhardo, Alberto Barbosa e Vasco Santana , o "Prémio Alfredo Carvalho" (1946/1947) do SNI, atribuído a autores e artista intérprete do melhor número declamado de revista, pela autoria da peça Se Aquilo que a Gente Sente.
Em 1947 foi feito Comendador da Ordem Militar de Sant'Iago da Espada, em 29 de Janeiro.
José Maria Galhardo morreu em 17 de Outubro de 1967, em Lisboa.